# Krystian Krzemiński
Krystian Krzemiński (ur. 5 października 1950 w Tarnowskich Górach) – poeta, publicysta, znawca, badacz  i animator kultury lokalnej. Członek Związku Literatów Polskich i Górnośląskiego Towarzystwa Literackiego. Promotor twórczości młodzieży. Swoją działalnością przyczynił się do kreowania wielu wydarzeń ważnych dla życia kulturalnego małej ojczyzny - miasta gwarków.
Jest poetą o ugruntowanej pozycji artystycznej. To poeta o sporym i rozpoznawalnym dorobku twórczym, w którym motywy i odniesienia do Tarnowskich Gór zapisują miłość oraz przywiązanie do tych miejsc i legend, jakie towarzyszą wszystkim mieszkańcom starego śląskiego miasta.
Debiutował na łamach prasy regionalnej i ogólnopolskiej w 1973 roku, potem publikował w wydawnictwach zbiorowych. Ma w swoim dorobku kilka zbiorów poetyckich, liczne artykuły publicystyczne, recenzje, felietony, wywiady.

## Twórczość
- „Pora urodzaju staje się bliska” (1981)
- „Opowieści ulicy Ogrodowej” (1990, słowo wstępne Bolesława Lubosza)
- „Gdy czekasz umówionej jesieni” (1990)
- „Ciebie przyzywam w siedmiu ogniach” (1991, posłowie Zdzisława Łączkowskiego)
- „Ścienny kalendarz” (1993)
- „Zanim wieczór przeminie"(2007, słowo wstępne ks. prof. Jerzego Szymika)
- „Światło przeszłego czasu” (2014, słowo wstępne prof. Jana Miodka)
- zilustrował słowem poetyckim album Brygidy Melcer-Kwiecińskiej „Srebrna droga” (1999)

Odrębną sferę jego działalności literackiej stanowi publicystyka - artykuły o tematyce społeczno-kulturalnej, eseje, recenzje, felietony i wywiady na łamach wielu pism.
Jego osiągnięcia literackie spotkały się z bardzo dobrymi recenzjami i omówieniami, na przykład na łamach „Nowych Książek”, „Śląska”, „Gościa Niedzielnego”, „Gazety Wyborczej” i w programach Polskiego Radia Katowice.
Ksiądz Jan Twardowski napisał: 
"Pana dla mnie wiersze mają dobrą duszę, proste, bezpretensjonalne. Dziękuję za każde słowo, kropkę i przecinek (...)”.

## Nagrody

### Konkursy literackie
- Konkursu Literackiego „Kobieta 1975” (Żywiec, 1975)
- Konkursu Poetyckiego im. Zdzisława Katry o nagrodę „Srebrnej Świecy” (Żywiec, 1987)
- Konkursu Poezji Religijnej nt. „Jezus Chrystus drogą wolności, wieczności i wielkości człowieka” (Wrocław, 1987 i 1988)
- Konkursu Literackiego o „Laur Miedzianego Amora” (Lubin, 1988)
- V, VI, VII Konkursu Literackiego o „Herb Grodu” (Chrzanów, 1988, 1989 i 1990)
- Konkursu  Poezji Religijnej „O pajdkę chleba razowego” (Puławy, 1991)
- Konkursu Literackiego nt. „Człowiek stworzony do miłości i dawania siebie” (Łomża, 1991)
- Konkursu Literackiego „Ukochane miasto Edyty Stein” (Lubliniec, 2001)
- I, II, VI i VIII Konkursu Poetyckiego miesięcznika diecezji ełckiej „Martyria” (Ełk-Giżycko 2004, Ełk-Augustów 2005, Ełk-Gołdap 2009, Ełk-Sejny 2011)

### Lokalne
W 2008 roku otrzymał Nagrodę Burmistrza Tarnowskich Gór w dziedzinie twórczości artystycznej, upowszechniania i ochrony kultury.
Za metaforyczny wizerunek Tarnowskich Gór w poezji, burmistrz Tarnowskich Gór przyznał w listopadzie 2010 roku Krystianowi Krzemińskiemu statuetkę Srebrnego Skrzydła.
Krystian Krzemiński jest także aktywny jako opiekun młodzieży piszącej, młodych twórców. Od 1991 roku prowadzi „Wieczory pod renesansowym stropem”, organizowane przez tarnogórskie Muzeum z osobami zasłużonymi dla nauki, sztuki, kultury, działalności zawodowej i społecznej. Od 1994 roku jest nieprzerwanie jurorem Tarnogórskiego Konkursu Poetyckiego imienia ks. Jana Twardowskiego pod patronatem Burmistrza Tarnowskich Gór i Starosty Tarnogórskiego.